# English Racing Automobiles

Logo

English Racing Automobiles Ltd. (ERA) war ein englischer Hersteller von Sport- und Rennwagen. Die Firma bestand von 1933 bis 1954.
In den 1930er-Jahren produzierte ERA einen der feinsten einsitzigen Rennwagen der sogenannten Voiturette-Klasse. Die 1½- und 2-Liter-Riley-Motoren mit obenliegenden Nockenwellen sorgten dafür, dass ERA die meisten Rekorde bei Berg- und Beschleunigungsrennen hielt. Zwischen 1934 und 1939 kam ERA durch das Design und die Konstruktion ihrer Rennwagen, die zu den erfolgreichsten ihrer Zeit gehörten, zu einem sehr guten Ruf.
Nach dem Krieg scheiterte jedoch der Versuch, an die früheren Erfolge anzuknüpfen, und das Unternehmen stellte schließlich die Produktion ein. Dennoch blieben die meisten ERA-Rennwagen in der Hand von Privatfahrern weiterhin aktiv, von denen viele bis heute im Rahmen von Rennen für historische Rennwagen eingesetzt werden.

## Geschichte

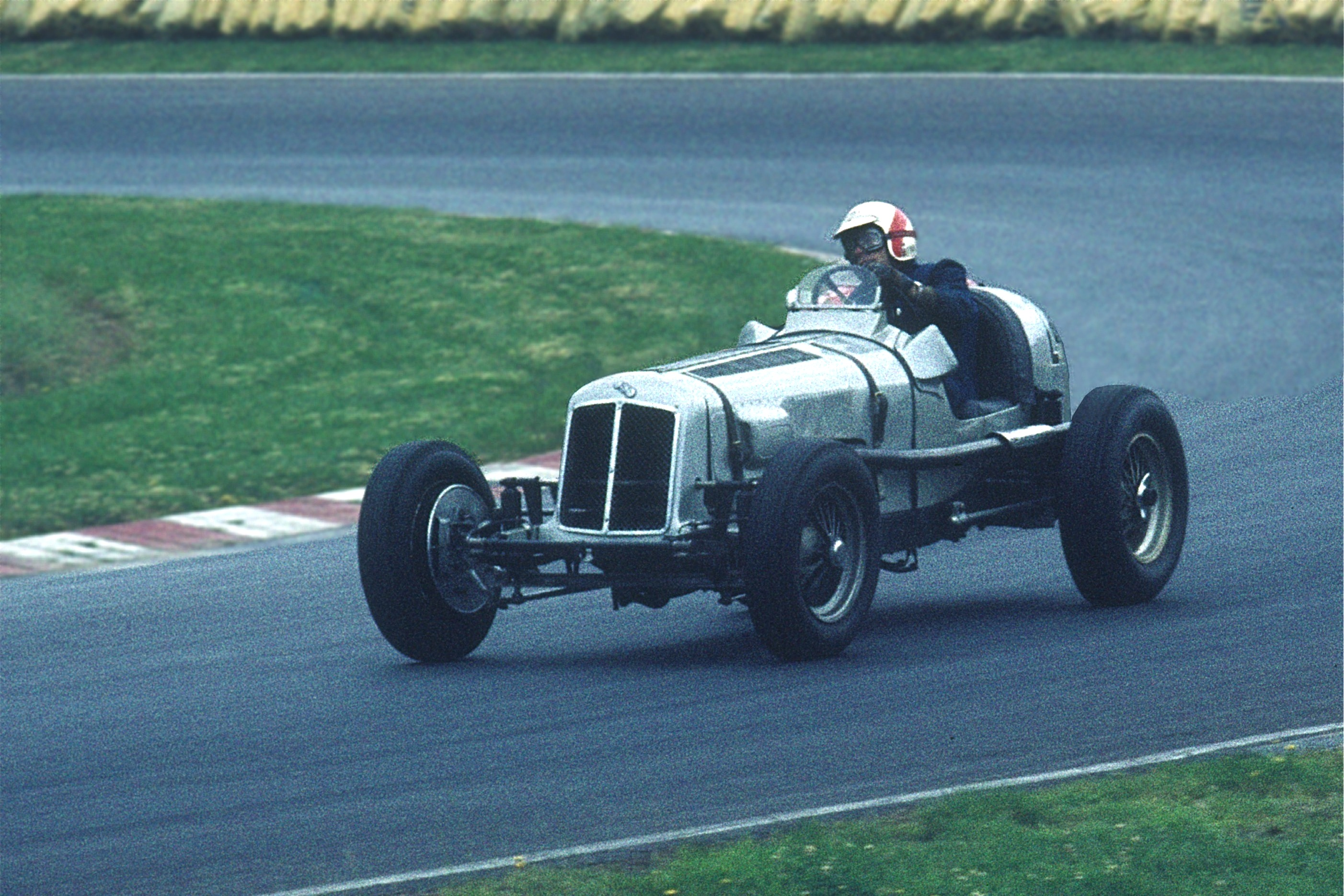
ERA Baujahr 1936 beim Oldtimer-Grand-Prix des AvD 1978 auf dem Nürburgring

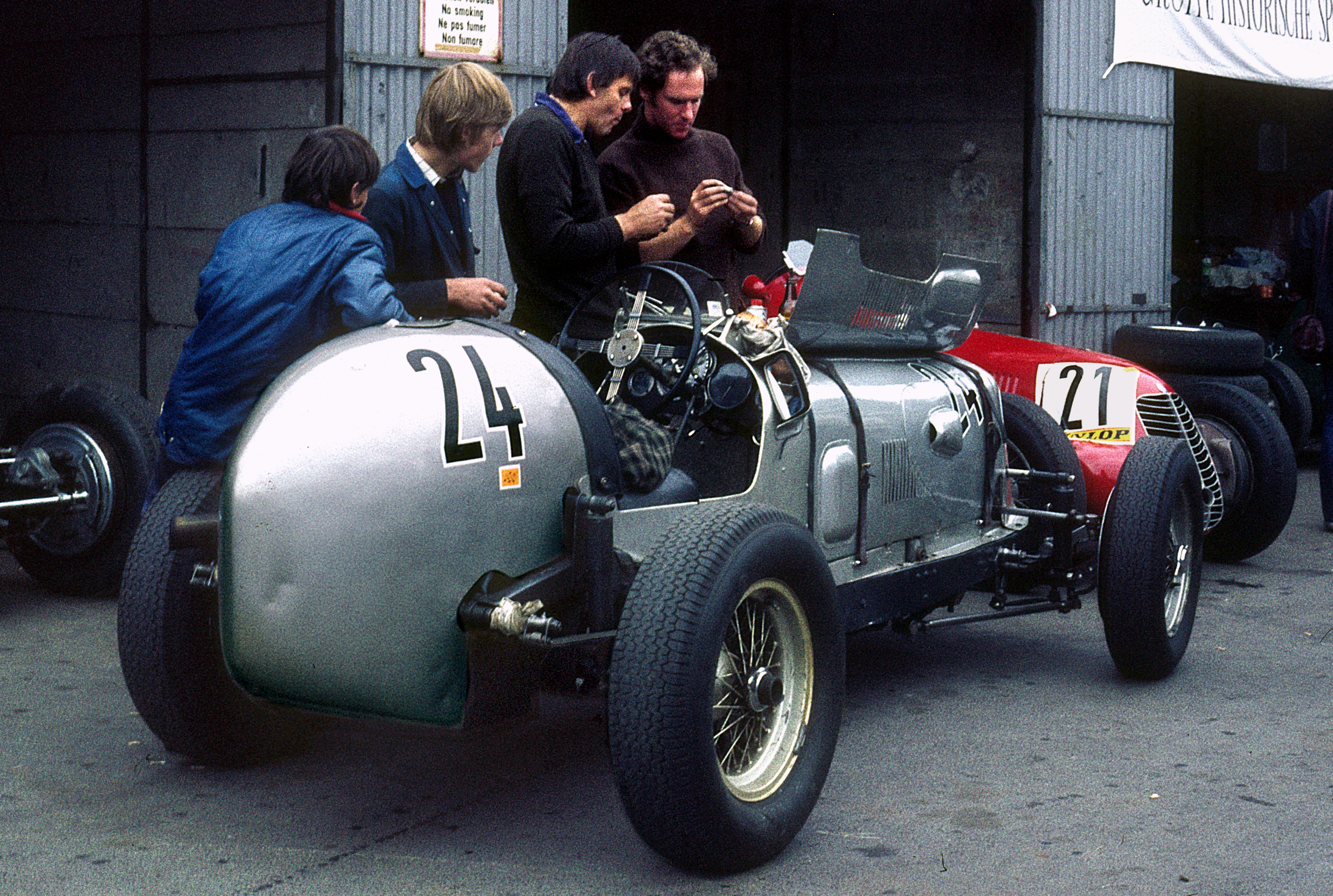
ERA Baujahr 1936 im Fahrerlager

ERA wurde Ende 1933 von Humphrey Cook in Bourne, Lincolnshire mit dem Ziel gegründet, die Erfolge des britischen Rennfahrers Henry Segrave aus dem vorigen Jahrzehnt wieder aufzunehmen. Er hoffte, ein Fahrzeug produzieren zu können, das in den Grand-Prix-Rennen mithalten könnte. Ab dem Jahr 1933 wurde das aber zu einer kostspieligen Angelegenheit, da finanzkräftige und durch Regierungen unterstützte Werksteams wie Mercedes-Benz, Auto Union und Alfa Romeo die Wettbewerbe beherrschten.
Daher beschränkte sich ERA zunächst auf den Wettbewerb der Voiturette-Klasse, die auf einen Hubraum von etwa 1,5 Liter beschränkt war. Raymond Mays war zugleich Werksleiter und Fahrer, die Firmengebäude wurden auf einem Feld unmittelbar hinter seinem Haus errichtet. Er besaß bereits Rennerfahrung auf Fahrzeugen von Vauxhall, Bugatti und Riley. Der ERA war zunächst eine Weiterentwicklung seines White Riley und wurde von aufgeladenen und nicht aufgeladenen Motoren verschiedener Hubraumklassen (1,1 l, 1,5 l und 2,0 l) angetrieben, die von einem Sechszylinder-Riley abgeleitet worden waren. Das erste Rennen, an dem ein ERA-Fahrzeug teilnahm, fand am 22. Mai 1934 in Brooklands statt. Am Ende des Jahres hatte er einige Siege vor Fahrzeugen anderer renommierter Marken errungen, und von Mitte der 1930er-Jahre bis zum Erscheinen des Alfa Romeo Tipo 158 beherrschten die Fahrzeuge der Marke ERA zusammen mit Maserati die Voiturette-Rennserie; in dieser Zeit fuhr Dick Seaman für das Team. Bereits 1935 nahm das Team am wichtigen Eifelrennen auf dem Nürburgring teil, in dem die Fahrzeuge der Marke ERA den ersten, den dritten, vierten und fünften Platz belegten. Der siamesische Prinz Bira, dessen von seinem Cousin Prinz Chula erworbene ERA auch als Hanuman oder Romulus und Remus bekannt wurden, fuhr in einem eigenen Team (The White Mouse Stable), war also kein Werkspilot.
Das modernere ERA E-Type, ursprünglich als vollwertiger Rennwagen für die Grand-Prix-Klasse geplant, wurde kurz vor Beginn des Zweiten Weltkrieges zwar noch fertiggestellt, bekam jedoch mangels einer geeigneten Alternative wiederum den 1,5-Liter-Voiturette-Motor eingebaut und war zu jenem Zeitpunkt auch bei Weitem noch nicht vollständig ausgereift.

## Ein neuer Anfang: Nach dem Zweiten Weltkrieg

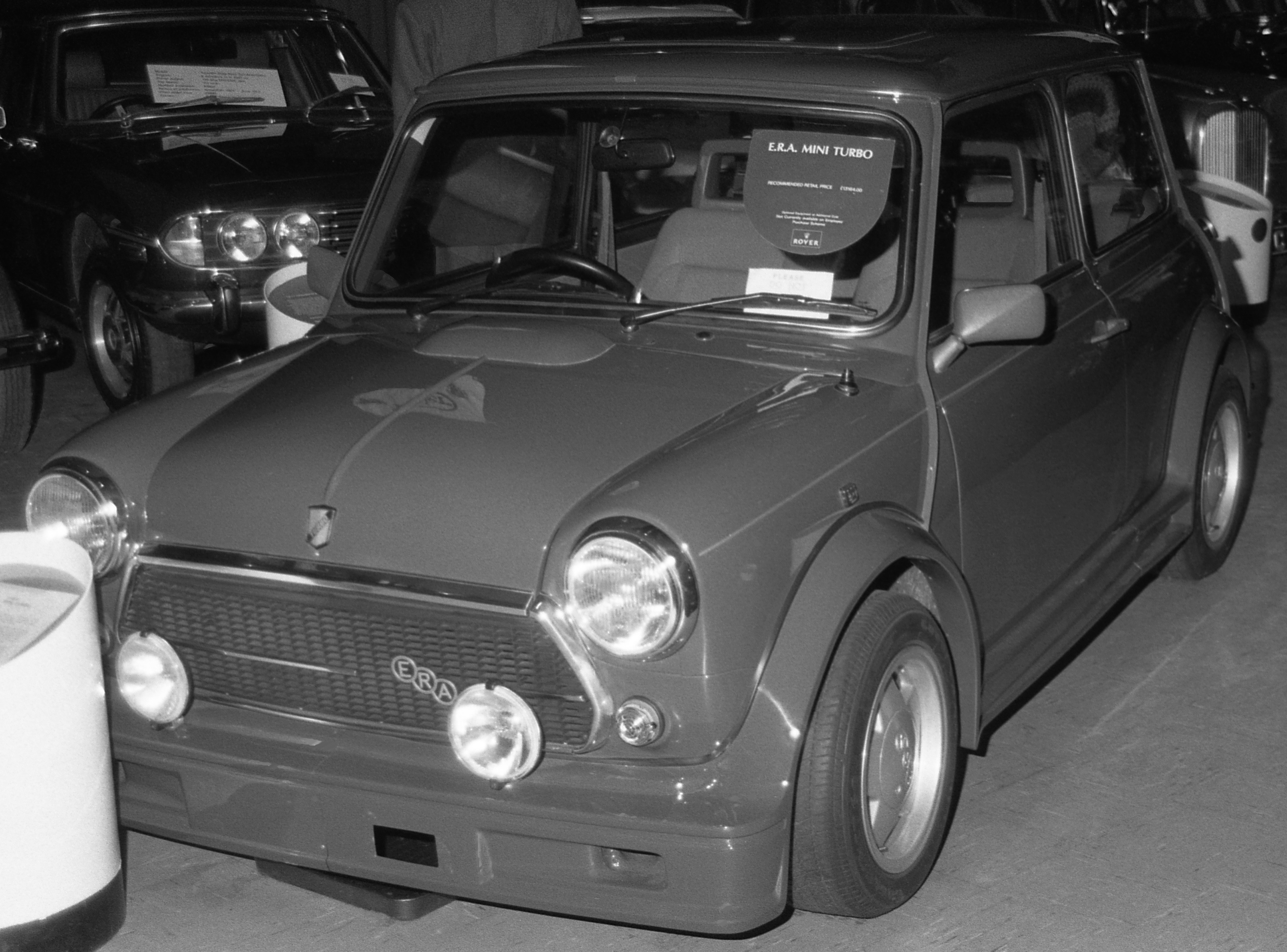
ERA Mini Turbo

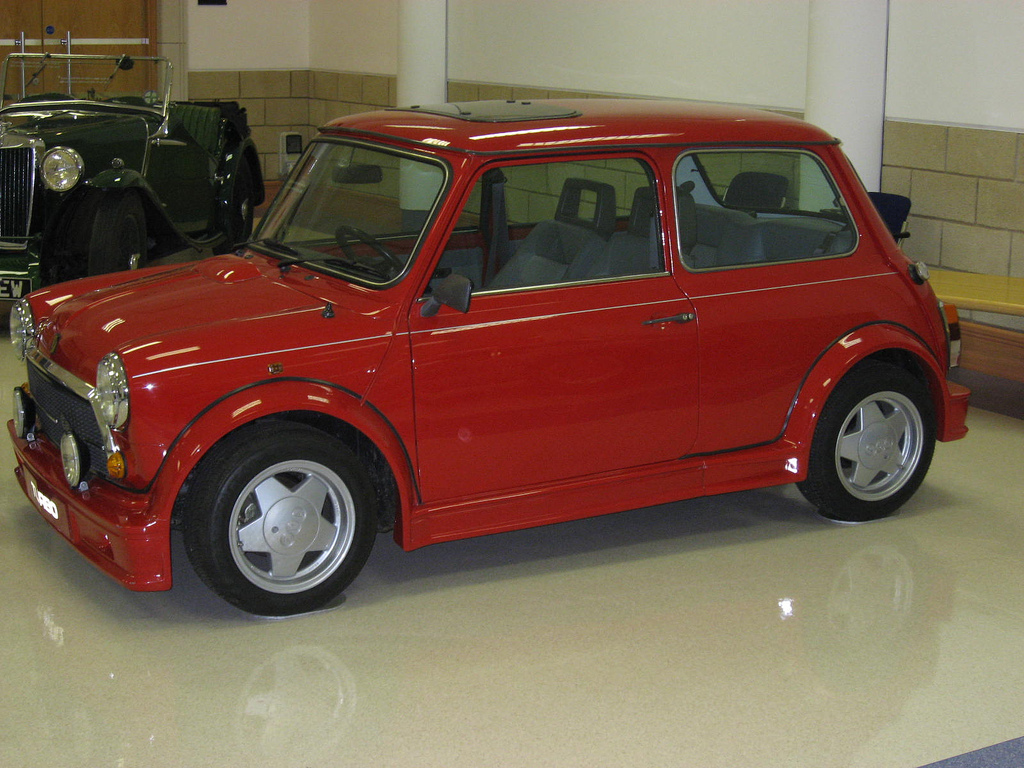
ERA Mini Turbo im British Motoring Heritage Museum Gaydon

Der Zweite Weltkrieg brachte den Rennsport in Europa zum Erliegen. Bournes Werksgelände wurde für die Produktion von Flugzeugteilen genutzt. In den späten 1940er-Jahren wechselte Mays zum B.R.M.-Team, und die Marke ERA begann in Dunstable unter einem neuen Eigentümer. Leslie Johnson hatte die Firma gegen Ende des Jahres 1947 zusammen mit einem der zwei Vorkriegsfahrzeuge des einsitzigen E-Types erworben.
Die Erfolge beim Einsatz in der Formel 1 blieben jedoch bescheiden. Als 1952 die Weltmeisterschaft mit Formel-2-Wagen ausgetragen wurde, entwickelte die Mannschaft den etwas unförmig ausgefallenen G-Type, in dem ein Bristol-Motor zum Einsatz kam. Fahrer wurde Stirling Moss, die Ergebnisse waren allerdings enttäuschend. Moss sagte später dazu:
It was, above all, a project which made an awful lot of fuss about doing very little. By this time I was very disillusioned by the Clever Professor approach to racing car design. I would eventually learn that even the most brilliant concept could fail if the team concerned lacks the manpower and organization and money to develop the inevitable bugs out of it.
(Dt.: Insgesamt war es ein Projekt, in dem viel Wirbel veranstaltet wurde für zu wenig Ergebnis. In dieser Zeit verlor ich meine Illusionen zur schlauen wissenschaftlichen Entwicklung von Rennfahrzeugen. Letztlich erkannte ich, dass das beste Konzept scheitern musste, wenn dem Team die Leute, die Organisation und das notwendige Geld fehlen, um die unvermeidbaren Fehler eines Fahrzeugs zu beseitigen.)
Die Fahrzeuge wurden an Bristol verkauft, die sie als Basis für den Wettbewerb in Le Mans verwendeten, bei dem sie Mitte der 1950er-Jahre in verschiedenen Klassen gewannen. Inzwischen war das Unternehmen an die Zenith Carburetor Ltd. verkauft worden, die später von dem Vergaser-Hersteller Solex übernommen wurde, und zunächst in Engineering Research and Application Ltd umbenannt worden. ERA war nun hauptsächlich in Forschung und Entwicklung tätig, die Mitwirkung am Rennsport machte nur noch einen kleinen Teil des Gesamtgeschäftes aus. Während der 1980er-Jahre tauchte der Name auf dem ERA Mini Turbo auf, einer aufgeladenen Version des Mini, die 115 mph schnell war.
Seit 2003 verwendet Tiger Racing den Markennamen ERA.

## Weltmeisterschaftsteilnahmen
| World Championship record | World Championship record | World Championship record | World Championship record |
| Jahr                      | Team                      | Fahrer                    | # der GPs                 |
| ------------------------- | ------------------------- | ------------------------- | ------------------------- |
| 1950                      | ERA                       | Cuth Harrison             | 3                         |
| 1950                      | ERA                       | Bob Gerard                | 2                         |
| 1950                      | ERA                       | Leslie Johnson            | 1                         |
| 1950                      | ERA                       | Peter Walker              | 1                         |
| 1951                      | ERA                       | Bob Gerard                | 1                         |
| 1951                      | ERA                       | Brian Shawe-Taylor        | 1                         |
| 1952                      | ERA-Bristol               | Stirling Moss             | 2                         |
| 1952                      | ERA                       | Stirling Moss             | 1                         |

## Heute
Die meisten der Vorkriegsrennwagen sind – was für historische Rennwagen ziemlich ungewöhnlich ist – nachweislich noch vorhanden und werden, obwohl der jüngste von ihnen beinahe 70 Jahre alt ist, in Oldtimerrennen eingesetzt. Die Fahrzeuge werden oftmals unter Wettbewerbsbedingungen gefahren; sie werden noch oft mit dem Bergrennen in Shelseley/Wales in Verbindung gebracht. Das ist sicher zum großen Teil Mays zu verdanken, der die ersten beiden britischen Meisterschaften im Bergrennen in den Jahren 1947 und 1948 gewann. Der ERA hielt den Bergrekord für Vorkriegswagen für mehrere Jahre.

## Ausstellungen
Eine ständige Ausstellung über Raymond Mays Beiträge zum Rennsport, auch während seiner Tätigkeit für ERA, befindet sich im Bourne Civic Society's Heritage Centre in Bourne.